# Pollenia hirticeps
Pollenia hirticeps är en tvåvingeart som beskrevs av Malloch 1927. Pollenia hirticeps ingår i släktet vindsflugor, och familjen spyflugor. Inga underarter finns listade i Catalogue of Life.